# Alfons IV van León
Alfons IV van León (bijnaam: Spaans: el Monje, "de Monnik") (ca. 899 - klooster van San Julián, 933) was koning van León van 926 tot 931.

## Biografie
Alfons IV was de zoon van Ordoño II en werd heerser van León en Asturië toen Alfons IV' neef Alfons Froilaz verdreven werd. Met steun van Sancho Garcés I van Navarra besteeg Alfons IV de troon. Zijn broers Sancho I Ordóñez en Ramiro kregen respectievelijk het koninkrijk Galicië en Portugal toebedeeld. Na de dood van Alfons' vrouw en van Sancho in 931, gaf hij de macht door aan zijn broer Ramiro, trok zich terug in een klooster, wat hem de bijnaam "de Monnik" opleverde. Op een gegeven moment probeerde hij de macht weer terug te veroveren op zijn broer Ramiro, maar deze beval om Alfons de ogen uit te steken en in de gevangenis van het klooster te gooien. Hier stierf hij korte tijd later.
Alfons IV was gehuwd met Oneca van Pamplona, dochter van Sancho I van Navarra, en werd de vader van:
- Ordoño IV van León
- Alfons.

## Voorouders
| Voorouders van Alfons IV van León (899-931) | Voorouders van Alfons IV van León (899-931)                      | Voorouders van Alfons IV van León (899-931)                      | Voorouders van Alfons IV van León (899-931)                      | Voorouders van Alfons IV van León (899-931)                      | Voorouders van Alfons IV van León (899-931)              | Voorouders van Alfons IV van León (899-931)              | Voorouders van Alfons IV van León (899-931)              | Voorouders van Alfons IV van León (899-931)              |
| ------------------------------------------- | ---------------------------------------------------------------- | ---------------------------------------------------------------- | ---------------------------------------------------------------- | ---------------------------------------------------------------- | -------------------------------------------------------- | -------------------------------------------------------- | -------------------------------------------------------- | -------------------------------------------------------- |
| Overgrootouders                             | Ordoño I van Asturië (830-866) ∞ Munia (-)                       | Ordoño I van Asturië (830-866) ∞ Munia (-)                       | García Íñiguez (-870) ∞ Urraca Giménez (-)                       | García Íñiguez (-870) ∞ Urraca Giménez (-)                       | Gutierre (-) ∞ Elvira (-)                                | Gutierre (-) ∞ Elvira (-)                                | Gatón del Bierzo (853-878) ∞ Egilona (-)                 | Gatón del Bierzo (853-878) ∞ Egilona (-)                 |
| Grootouders                                 | Alfons III van Asturië (848-910) ∞ Jimena van Navarra (949-1012) | Alfons III van Asturië (848-910) ∞ Jimena van Navarra (949-1012) | Alfons III van Asturië (848-910) ∞ Jimena van Navarra (949-1012) | Alfons III van Asturië (848-910) ∞ Jimena van Navarra (949-1012) | Hermenegildo Gutiérrez (850-912) ∞ Ermesenda Gatónez (-) | Hermenegildo Gutiérrez (850-912) ∞ Ermesenda Gatónez (-) | Hermenegildo Gutiérrez (850-912) ∞ Ermesenda Gatónez (-) | Hermenegildo Gutiérrez (850-912) ∞ Ermesenda Gatónez (-) |
| Ouders                                      | Ordoño II van León (973-924) ∞ Elvira Menéndez (-)               | Ordoño II van León (973-924) ∞ Elvira Menéndez (-)               | Ordoño II van León (973-924) ∞ Elvira Menéndez (-)               | Ordoño II van León (973-924) ∞ Elvira Menéndez (-)               | Ordoño II van León (973-924) ∞ Elvira Menéndez (-)       | Ordoño II van León (973-924) ∞ Elvira Menéndez (-)       | Ordoño II van León (973-924) ∞ Elvira Menéndez (-)       | Ordoño II van León (973-924) ∞ Elvira Menéndez (-)       |